# Confederación Sudamericana de Voleibol
La Confederación Sudamericana de Voleibol (CSV) è l'organo di governo della pallavolo sudamericana e ha sede a Rio de Janeiro, Brasile.

## Competizioni CSV

### Competizioni per squadre nazionali
- Campionato sudamericano maschile
- Campionato sudamericano femminile
- Campionato sudamericano maschile under 21
- Campionato sudamericano femminile under 21
- Campionato sudamericano maschile under 19
- Campionato sudamericano femminile under 19
- Campionato sudamericano maschile under 17
- Campionato sudamericano femminile under 17
- Coppa America

### Competizioni per club
- Campionato sudamericano per club maschile
- Campionato sudamericano per club femminile

## Federazioni affiliate
| Codice | Paese           | Federazione                         |
| ------ | --------------- | ----------------------------------- |
| ARG    | Argentina       | Federación del Voleibol Argentino   |
| BOL    | Bolivia         | Federación Boliviana de Voleibol    |
| BRA    | Brasile         | Confederação Brasileira de Voleibol |
| COL    | Colombia        | Federación Colombiana de Voleibol   |
| CHI    | Cile            | Federación de Voleibol de Chile     |
| ECU    | Ecuador         | Federación Ecuatoriana de Voleibol  |
| GUY    | Guyana          | Guyana Volleyball Federation        |
| FGU    | Guyana francese | Ligue de Guyane de Volley-Ball      |
| PAR    | Paraguay        | Federación Paraguaya de Voleibol    |
| PER    | Perù            | Federación Peruana de Voleibol      |
| URY    | Uruguay         | Federación Uruguaya de Voleibol     |
| VEN    | Venezuela       | Federación Venezolana de Voleibol   |